# アクションアドベンチャーゲーム
- コンピュータゲームのジャンル > アクションゲーム > アクションアドベンチャーゲーム
- コンピュータゲームのジャンル > アドベンチャーゲーム > アクションアドベンチャーゲーム

アクションアドベンチャーゲーム（英語: action-adventure game）は、その名の通りアクションゲームとアドベンチャーゲームを融合させたものである。コンピュータゲームのジャンルの一つ。
アクションアドベンチャーとは、2D・3Dを問わず表層的にはアクションゲームとあまり違いが無いが、アドベンチャーゲームのようにフラグを立てることによってゲームを進行（謎解き）する性質が強いものを指す。
その性質上、フラグ立て（謎解き）をシナリオに絡めて表現することが多く、純粋なアクションゲームと比較してストーリー性が強いものが多い。
なお、ゲーム内容的には「アクションロールプレイングゲーム」とほとんど差がないが、経験値獲得によるレベルアップの概念が無いものを「アクションアドベンチャーゲーム」と呼ぶ傾向にある。

## 代表作品
- ゼルダの伝説シリーズ
- バイオハザードシリーズ
- トゥームレイダーシリーズ
- メタルギアシリーズ
- 零シリーズ
- 龍が如くシリーズ
- 喧嘩番長シリーズ
- ICO
- ワンダと巨像
- 人喰いの大鷲トリコ
- 大神
- レリクス
- ポンコツ浪漫大活劇バンピートロット
- サイレントヒル
- クロックタワーシリーズ
- アサシン クリードシリーズ
- Kinect: ディズニーランド・アドベンチャーズ
- 侍道
- シェンムー
- ジャック×ダクスター
- 太陽のしっぽ
- デッドライジング
- BULLY
- Minecraft
- レイニーウッズ
- アンチャーテッドシリーズ
- 洞窟物語
- Gravity Bone
- バンジョーとカズーイの大冒険
- NINJA GAIDEN
- ルイージマンションシリーズ
- 新サクラ大戦
- Ghost of Tsushima